# ایستادگی و رهایی (فیلم ۱۹۲۸)
ایستادگی و رهایی (انگلیسی: Stand and Deliver) فیلمی در ژانر رمانتیک به کارگردانی دانالد کریسپ است که در سال ۱۹۲۸ منتشر شد.